# Hugo I de Borgoña

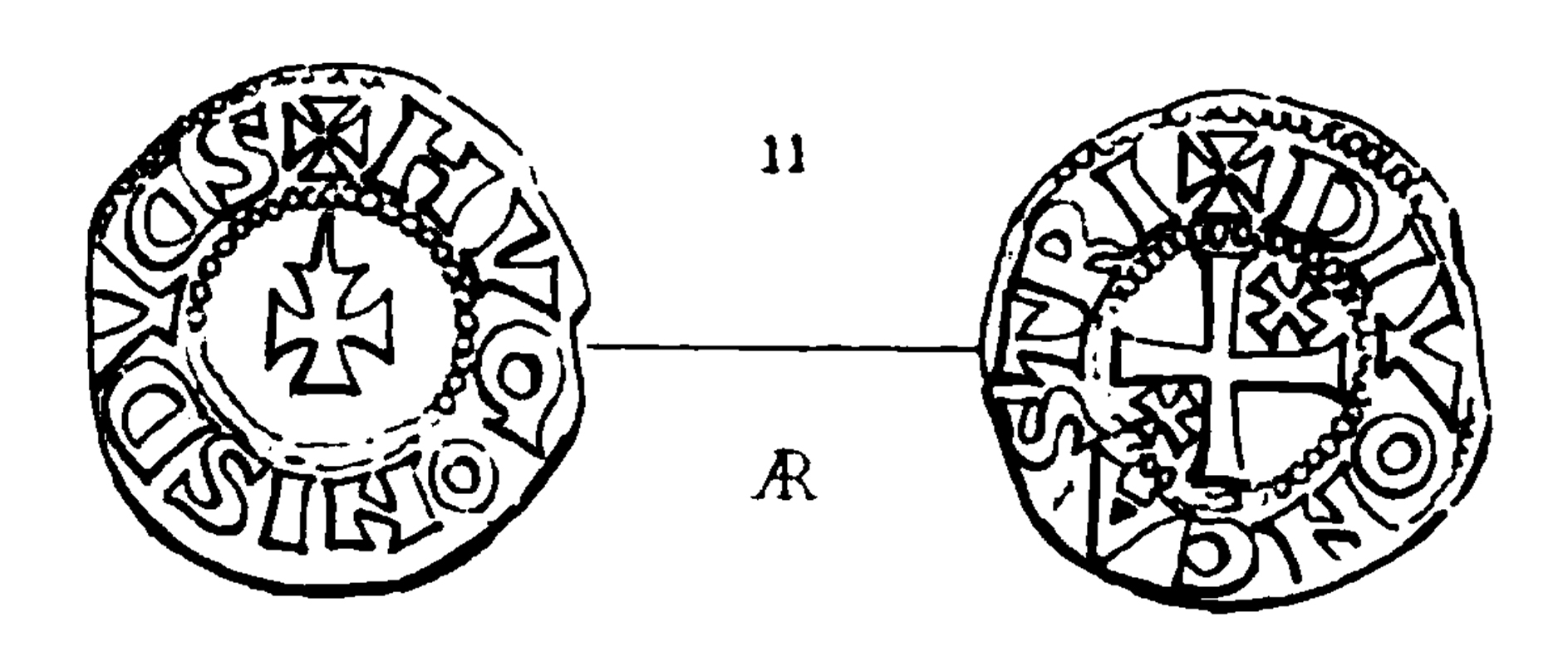
Moneda de Hugo I de Borgoña

Hugo I de Borgoña (¿?, 1057-Cluny, 29 de agosto de 1093). Noble francés, hijo de Enrique Donzel y de Sibila de Barcelona, y biznieto de Roberto II el Piadoso, duque de Borgoña de 1076 a 1079, y, luego, prior de Cluny, desde 1079 hasta su muerte (1093).
Con la muerte de su padre, su abuelo Roberto I el Viejo le designa como su sucesor. A la muerte de Roberto, Hugo reclama la sucesión ante sus vasallos, que reunidos en Dijon le proclamaron duque.
Se casa en 1075 con Sibila de Nevers (1058-1078), hija del conde Guillermo I de Nevers.
Las crónicas cuentan su justicia y gobierno frente a los vasallos rebeldes. En el Reino de Aragón combatió a los Moros, aliado con Sancho Ramírez. 
A la muerte de su esposa, abdica en favor de su hermano Eudes I Borrel para ser prior de la Abadía de Cluny.
| Predecesor: Roberto I | Duque de Borgoña 1076-1079 | Sucesor: Eudes I |

- Datos: Q117683
- Multimedia: Hugh I, Duke of Burgundy / Q117683